# Václav-Havel-Menschenrechtspreis
Der Václav-Havel-Menschenrechtspreis ist ein seit 2013 vergebener Preis, der jährlich an Einzelpersonen oder Institutionen für einen außerordentlichen Beitrag zur Verteidigung der Menschenrechte verliehen wird. Die Auszeichnung ist nach dem Dissidenten sowie tschechoslowakischen und tschechischen Staatspräsidenten Václav Havel und mit 60.000 Euro dotiert. Davon bringt eine Hälfte der Europarat und die andere das Außenministerium Tschechiens auf.
Der Václav-Havel-Menschenrechtspreis ersetzte den bisherigen Europäischen Menschenrechtspreis des Europarates beziehungsweise den Menschenrechtspreis der Parlamentarischen Versammlung des Europarates (PACE).

## Geschichte
Ende 2012 wurde ein Vertrag über die Einführung der Auszeichnung mit Vertretern Václav-Havel-Bibliothek, der tschechischen Stiftung Charta 77 und der Parlamentarischen Versammlung des Europarates (PACE) im Palais Czernin in Prag unterzeichnet.

## Auswahlgremium
Das Auswahlgremium des Preises besteht aus dem Präsidenten der Parlamentarische Versammlung des Europarates (oder einer von ihm benannten Person) und sechs unabhängigen Personen (die derzeit nicht Mitglieder der Versammlung sind) mit anerkannter moralischer Haltung im Bereich der Menschenrechte. Das Gremium wird die Nominierungen prüfen, dem Präsidium der Parlamentarischen Versammlung eine Liste von drei Nominierten zur Information vorlegen und anschließend den Preisträger für das betreffende Jahr benennen.
Drei Gremienmitglieder werden vom Präsidium der Parlamentarischen Versammlung und drei Gremien der Václav-Havel-Bibliothek und der Stiftung Charta 77 ernannt. Die sechs unabhängigen Sachverständigen werden für einen Zeitraum von zwei Jahren ernannt, der zweimal verlängert werden kann.

## Preisträger
- 2013: Ales Bjaljazki, Belarus
- 2014: Anar Məmmədli, Aserbaidschan
- 2015: Ljudmila Michailowna Alexejewa, Russland
- 2016: Nadia Murad, Irak
- 2017: Murat Arslan, Türkei
- 2018: Ojub Titijew, Russland (Tschetschenien)
- 2019: Ilham Tohti, China und YIHR (Youth Initiative for Human Rights)[1][2]
- 2020: Loujain al-Hathloul, Saudi-Arabien
- 2021: Maryja Kalesnikawa, Belarus[3]
- 2022: Wladimir Wladimirowitsch Kara-Mursa, Russland
- 2023: Osman Kavala, Türkei[4]
- 2024: María Corina Machado, Venezuela[5]